# Carex virescens
Carex virescens är en halvgräsart som beskrevs av Henry Ernest Muhlenberg och Carl Ludwig von Willdenow. Carex virescens ingår i släktet starrar, och familjen halvgräs. Inga underarter finns listade i Catalogue of Life.